# Franz Xaver Gerl
Pour les articles homonymes, voir Gerl.
Répertoire
- Sarastro dans La Flûte enchantée
- Osmin dans L'Enlèvement au sérail

Franz Xaver Gerl, né à Andorf le 30 novembre 1764 et mort à Mannheim le 9 mars 1827, est un chanteur d'opéra avec une voix de basse et un compositeur de l'époque classique. Il a créé le rôle de Sarastro dans l'opéra de Mozart La Flûte enchantée.

## Biographie
Gerl est né en 1764 à Andorf (appartenant alors à la Bavière mais après 1780, faisant partie de l'Autriche). Il était choriste à Salzbourg. Le New Grove Dictionary of Music and Musicians affirme qu'il était probablement l'élève de Léopold Mozart. Il a fréquenté l'Université de Salzbourg, où il a étudié la logique et la physique. Sa carrière de basse a commencé en 1785 avec la société théâtrale Ludwig Schmidt.
En 1787, il rejoint la compagnie de théâtre d'Emanuel Schikaneder, avec laquelle il a chanté le rôle exigeant d'Osmin dans l'opéra de Mozart L'Enlèvement au sérail ainsi que d'autres rôles. En 1789, la troupe est venue s'installer au Theater auf der Wieden à Vienne. Gerl a participé à un système de composition collective utilisé par la troupe de Schikander, dans lequel les Singspiele ont été produits rapidement grâce à la collaboration de plusieurs compositeurs. C'est ainsi que Gerl peut avoir composé l'aria « Ein Weib ist das herrlichste Ding », que Mozart a utilisé pour écrire l'ensemble de huit variations pour piano, K. 613 (il est possible cependant que le compositeur soit un autre compositeur-chanteur de la troupe, Benedikt Schack).
Mozart s'est peu à peu impliqué dans les activités de la troupe de Schikaneder, ce qui a abouti à son opéra La Flûte enchantée (1791), sur un livret de Schikaneder. Gerl a créé le rôle de Sarastro et a continué à chanter ce rôle dans de nombreuses représentations tout au long de 1792. Il a quitté la troupe de Schikaneder en 1793.
La carrière ultérieure de Gerl l'a conduit à Brno et Mannheim, où il s'est retiré en 1826. Il est mort dans cette ville le 9 mars 1827.
Il devait avoir une impressionnante tessiture de basse. Branscombe (1991) note que les notes très basses que Mozart a attachées au rôle de Sarastro ont fait depuis « le désespoir de nombreuses basses ».

## Source
- (es) Cet article est partiellement ou en totalité issu de l’article de Wikipédia en espagnol intitulé « Franz Xaver Gerl » (voir la liste des auteurs).